# Stemonyphantes conspersus
Stemonyphantes conspersus là một loài nhện trong họ Linyphiidae.
Loài này thuộc chi Stemonyphantes. Stemonyphantes conspersus được Ludwig Carl Christian Koch miêu tả năm 1879.